# Kolonie (Nawarzyce)
Kolonie – część wsi Nawarzyce w Polsce, położona w województwie świętokrzyskim, w powiecie jędrzejowskim, w gminie Wodzisław.
W latach 1975–1998 Kolonie należały administracyjnie do województwa kieleckiego.